# Allium flavovirens
Allium flavovirens är en amaryllisväxtart som beskrevs av Eduard August von Regel. Allium flavovirens ingår i släktet lökar, och familjen amaryllisväxter. Inga underarter finns listade i Catalogue of Life.